# NK Kožarac Zagreb
Nogometni klub Kožarac Zagreb bio je hrvatski nogometni klub iz Zagreba.
Nastao je na prijelazu s 1950. na 1951. Prvotno je djelovao do ljeta 1957. Ponovno je djelovao od siječnja 1960.